# Бенава, Абдуррауф
Абдуррау́ф Бенава́ (1913—1985, пушту عبدالروف بېنوا‎) — афганский писатель, поэт, публицист-историк и общественный деятель.

## Биография
Начал печататься в 1934 году. В 1947—1951 возглавлял афганскую академию «Пашто Толына», с 1956 — директор Кабульского радио. Автор многих художественных произведений, теоретических работ по литературоведению, капитального труда «Пуштунистан» (1952) и ряда исторических исследований. Лауреат ряда государственных премий Афганистана. Крупнейшее произведение — цикл просветительских стихов «Горестные размышления» (1957). Умер в эмиграции в США.

## Публикации
- 1941: There is No Time (nelarem Wacht");
- 1942: Virgin Unfortunate (Nâmurâda Peghla ");
- 1947: Literary Theory (Adabi Funun ");
- 1948: Thoughts Sorrowful (Prêsâna afkâr ");
- 1961: Contemporary Writers (likwâl Hosanna ");
- 1966: Mystery of the Heart ("The zrre chwâla).